# 花牌

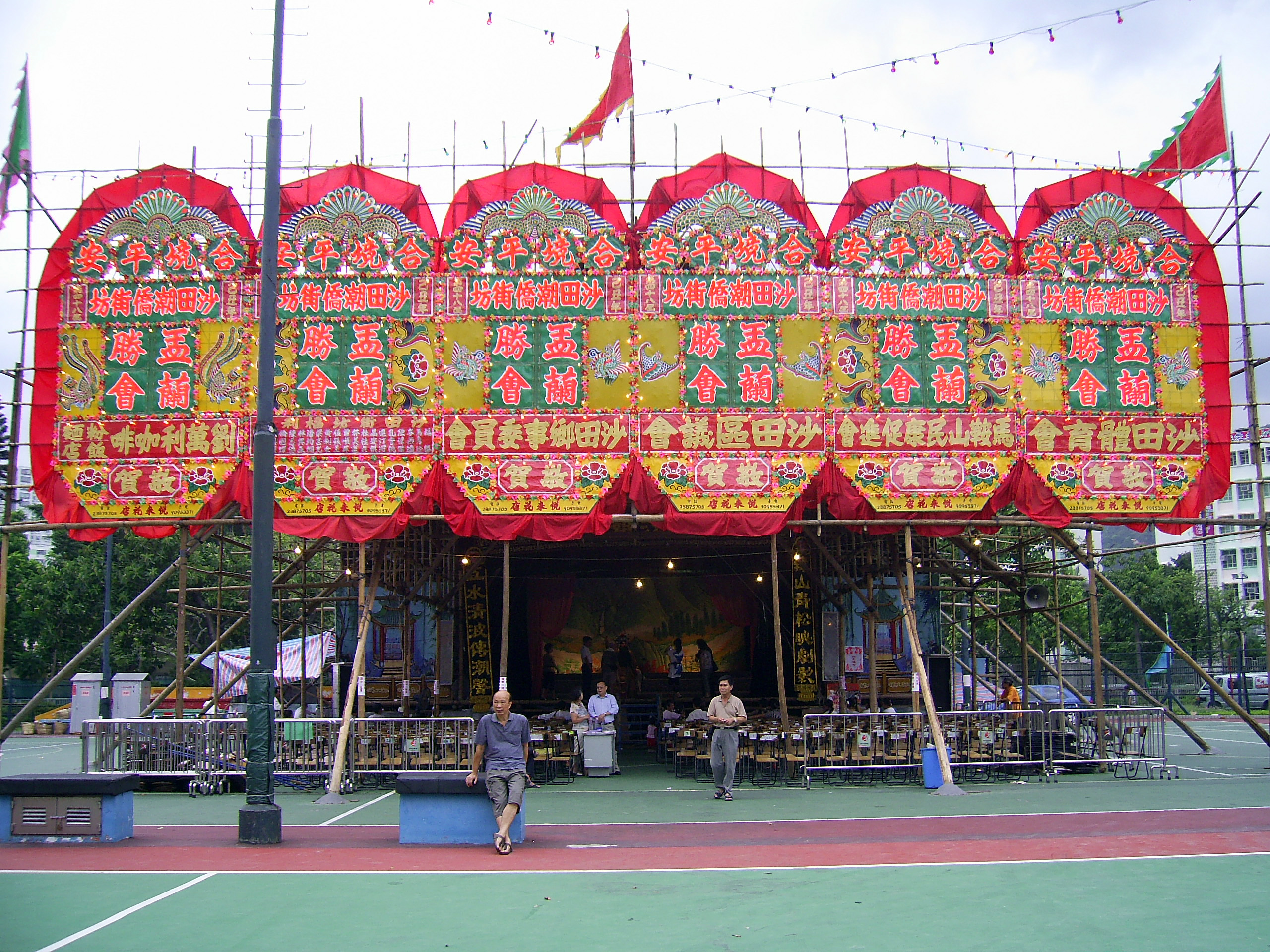
香港盂蘭勝會的喜慶花牌

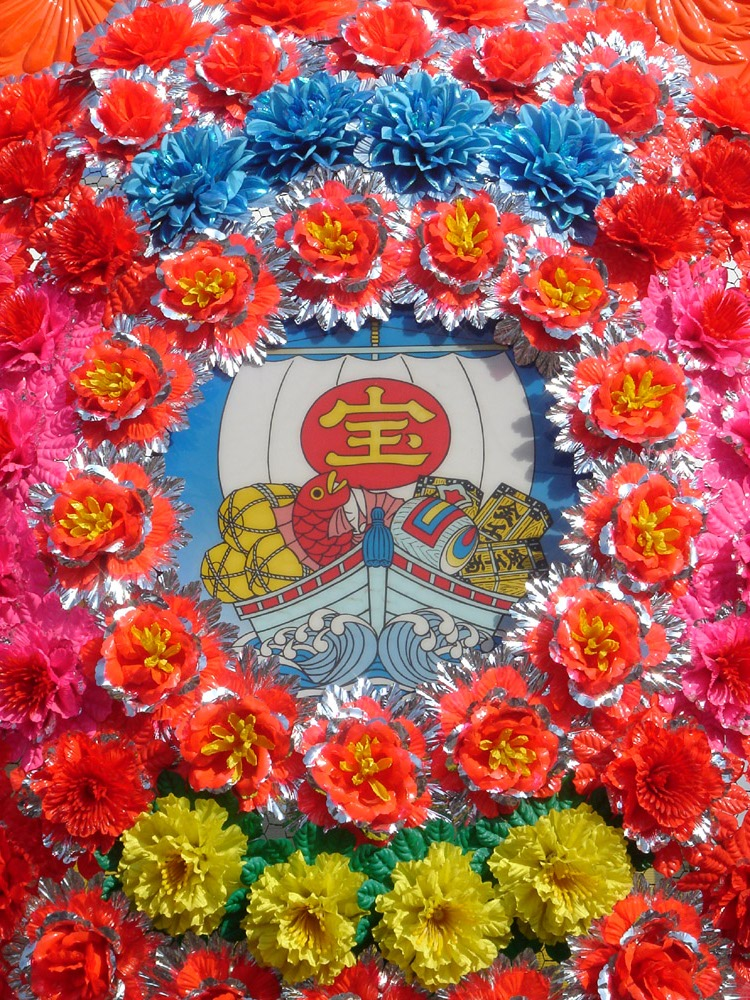
日本的花牌

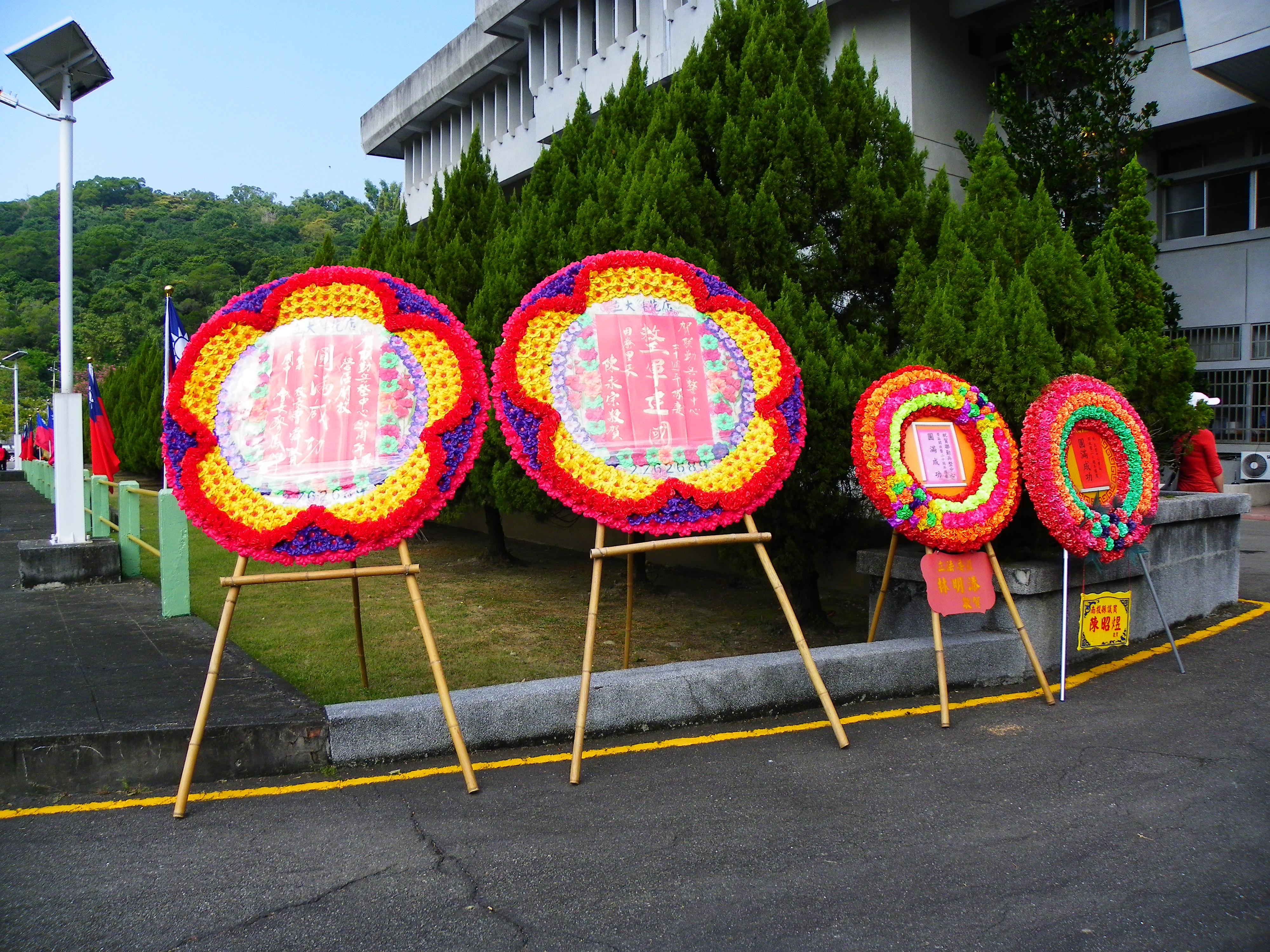
台灣陸軍兵整中心開張的喜慶花圈。注意：此花圈為誌賀用。（台灣花圈造型喜喪兼用，僅在細節與裝飾上有差異）

花圈，日本稱花環，是漢字文化圈一種傳統以竹為支架，以真花或假花及其他物料裝飾，用於喜慶、賀誕、喪禮等的工藝品。
喜慶、賀誕用的花牌多用紅色、粉紅色，所用的鮮花或人造花顏色鮮豔。喪禮用的花牌多用黑、藍、白等顏色。有些大型的花牌會加上燈光。

## 外部連結
维基共享资源上的相關多媒體資源：花牌